# Jeanne Macherez

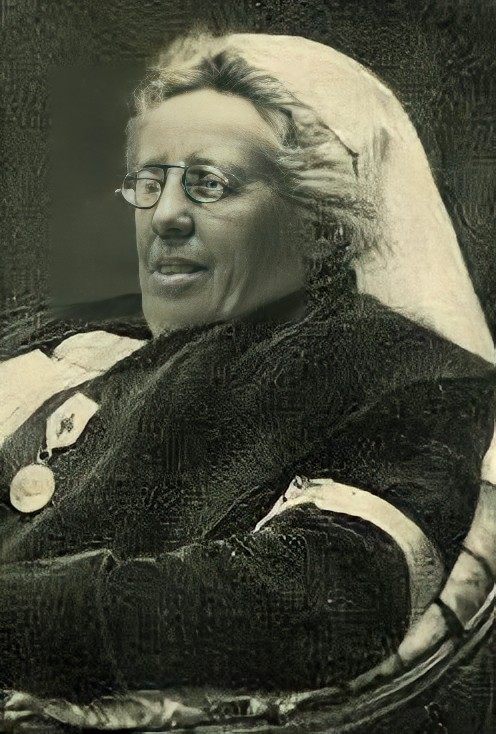
Jeanne Macherez (1852–1930) – Portrait 1914

Jeanne Macherez, geboren als Jehanne Louise Virginie Wateau, (* 12. April 1852 in Guise; † 9. Dezember 1930 in Soissons) war eine französische Krankenschwester, die als Heldin des Ersten Weltkriegs und selbsternannte Bürgermeisterin von Soissons bekannt wurde.

## Leben
Jehanne Wateau wurde am 12. April 1852 in Guise geboren. Sie war die Tochter der Landwirte Valentine Dorigny und Virgile Wateau. Am 29. April 1871 heiratete sie in Tavaux-et-Pontséricourt Alfred Macherez, der später Generalrat, Abgeordneter und Senator des Départements Aisne wurde. Das Paar ließ sich in Soissons nieder. Alfred Macherez starb am 1. Juli 1904.
Jeanne Macherez setzte sich besonders für humanitäre Zwecke ein. Sie war an der Gründung der Organisation „Goutte de lait“ (Tropfen Milch) beteiligt, die sich um Säuglinge kümmerte, übernahm den Vorsitz der Association des Dames françaises für die Region Soissons-Braine und war Mitglied des Französischen Roten Kreuzes.

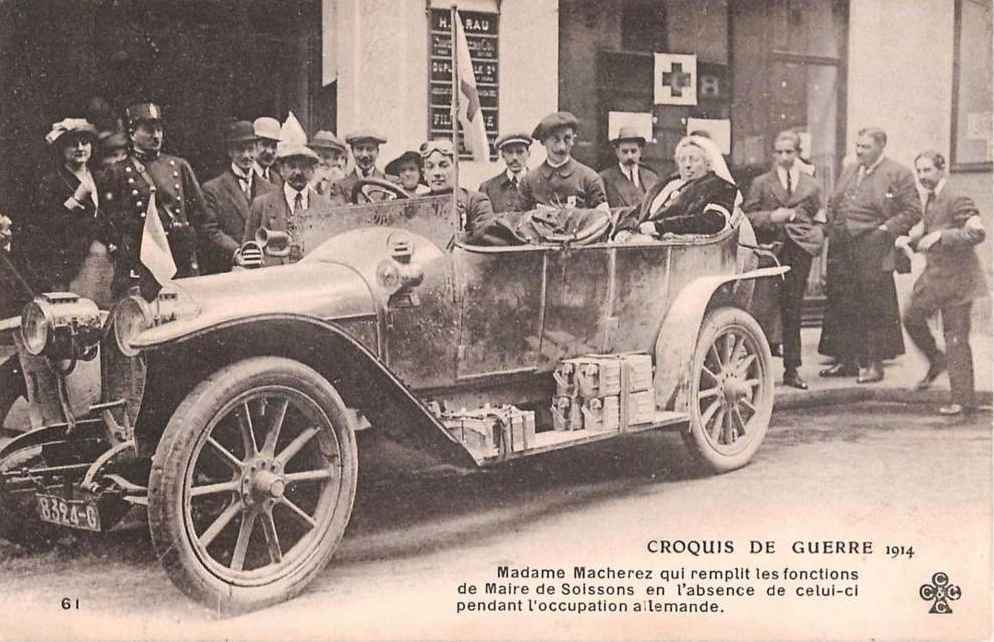
Jeanne Macherez 1914

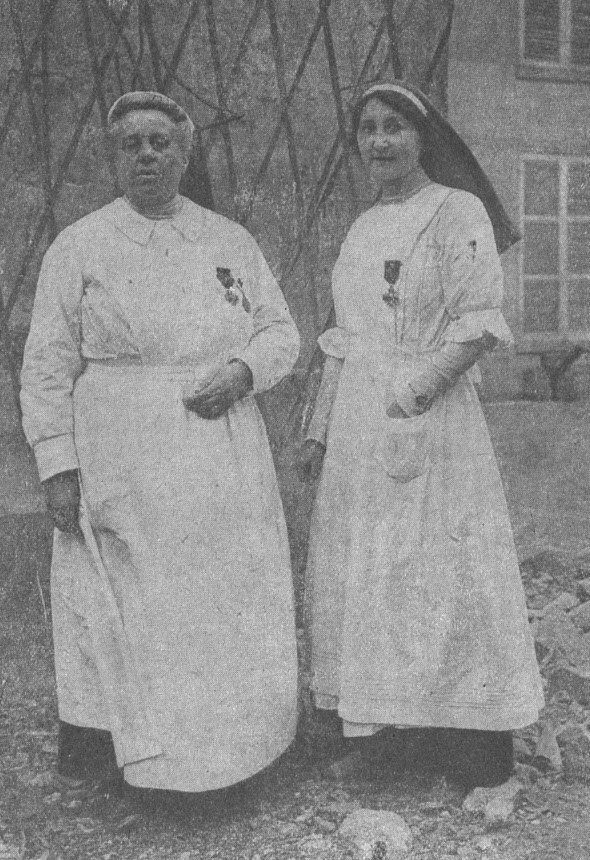
Germaine Malaterre-Sellier und Jeanne Macherez, la Vie francaise Juni 1919

Bei Ausbruch des Ersten Weltkrieges war die Witwe Jeanne Macherez 63 Jahre alt. Sie leitete das Hilfskrankenhaus 201, das über zehn Ambulanzen verfügte. Am 31. August 1914 marschierten die Deutschen in Saint-Quentin ein, am nächsten Tag waren sie in Soissons. Ein Offizier betrat die Stadt auf der Suche nach Nachschub. Angeführt wurde er von einer Gruppe französischer Zivilisten, die als Geiseln genommen wurden, um einen menschlichen Schutzschild zu bilden. Der Offizier verlangte den Bürgermeister zu sprechen, der, wie er nicht wusste, sein Amt niedergelegt hatte. Er drohte, wenn der Bürgermeister sich nicht zu erkennen gebe, werde die Stadt geplündert und niedergebrannt. Da trat Jeanne Macherez aus der Reihe und sagte: „Der Bürgermeister? Das bin ich!“ Zwölf Tage lang war sie die Ansprechpartnerin der Deutschen. Sie verhandelte alles und schaffte es, die negativen Auswirkungen der Besatzung zu minimieren und die Region vor deutschen Übergriffen und Plünderungen zu schützen, indem sie nicht zögerte, ein „Wenn Sie es wagen, das zu tun, dann müssen Sie mich vorher erschießen!“ auszusprechen. Ausgestattet mit einem deutschen Passierschein sorgte sie in allen vom Feind besetzten Orten dafür, dass die Einrichtungen und die Bevölkerung nicht unter der Situation litten. Am 12. September 1914, nach der ersten Schlacht an der Marne, konnten die Deutschen nur noch das rechte Ufer der Aisne besetzen. Soissons war befreit. Jeanne Macherez nahm ihre Arbeit im Krankenhaus 201 an der Seite der Pariserin Germaine Malaterre-Sellier, der weißen Dame von Soissons, wieder auf. Der Präfekt des Départements Aisne, Robert Leullier, ernannte Georges Muzart zum Bürgermeister von Soissons. Die Rolle von Jeanne Macherez wurde von den einen gelobt, von den anderen heruntergespielt. Sie erhob keinen Anspruch auf diese Rolle, sondern wies lediglich darauf hin, dass die Umstände sie in diese Rolle gedrängt hätten.
Der Schriftsteller und Journalist Paul Ginisty schrieb am 23. September 1914 über sie:

« Wir haben bereits über den schönen und unerschütterlichen Mut von Frau Macherez gesprochen. ... Ich hatte die Ehre, ihr im Rathaus, wo sie sich in einem leeren Raum niedergelassen hatte, die Bewunderung ihrer Mitbürger für ihren Einsatz zu übermitteln. Seit meiner Ankunft hatte ich in allen Gesprächen Lob für ihre Energie gehört. In Abwesenheit - um es milde auszudrücken - der meisten Gemeinderatsmitglieder hat sie mutig alle Aufgaben übernommen. ... Im Übrigen nimmt sie für sich in Anspruch, diese wichtige Rolle gespielt zu haben. ... Frau Macherez war die Seele und das Gehirn von Soissons in diesen Tagen der Prüfung und der Gefahr. »

Jeanne Macherez selbst erklärte in einem Interview mit Corra Harris von der Saturday Evening Post:

“Alle waren aus der Stadt weg. Ich war allein und sehr beschäftigt in meinem Haus. Die Tür ist offen. Die Deutschen sehen sie und kommen – Offiziere in einem großen Auto, mit den Straßen voller Soldaten. Sie fragen nach dem Bürgermeister … Ich bin nicht bereit, ihnen zu sagen, dass der Bürgermeister abwesend ist. Also erfinde ich eine Ausrede. Dann sagen sie, dass sie einen Vertreter des Bürgermeisters sehen müssen. Wenn es keine Regierung gibt, werden sie gehen und die Geschäfte aufbrechen und alles mitnehmen. Sie müssen sofort alles haben, alles, was sie bekommen können. Ich dachte daran, was passieren würde, wenn niemand mit ihnen ginge, um vielleicht ein wenig für die Frauen und Kinder zu retten, die sich in ihren Kellern verstecken. Also sagte ich: „Ich bin der Bürgermeister von Soissons. Ich werde mit euch gehen.“”

## Auszeichnungen
- Am 3. Juni 1916 erhielten Jeanne Macherez und Germaine Malaterre-Sellier den Audiffred-Preis der Académie des sciences morales et politiques[1]. Er war mit 15.000 Francs dotiert. Die beiden Frauen erhielten außerdem das Croix de guerre.[6]
- Im Oktober 1920 wurde Jeanne Macherez zum Ritter der Ehrenlegion ernannt.[11]
- Eine Straße in Soissons trägt ihren Namen.